# Laboratoire toulousain de technologie et d'ingénierie des systèmes
Le LATTIS ou Laboratoire Toulousain de Technologie et d'Ingénierie des Systèmes  est un laboratoire de recherche fondamentale et appliquée dont l'activité porte sur les Sciences de l'information et de la communication (STIC). Ses thèmes de recherche concernent les systèmes embarqués, la robotique et les télécommunications sans fil. Il est  créé en 2007 en fusionnant les deux équipes d'accueil, le LESIA (EA 1687) de  l'Institut national des sciences appliquées de Toulouse et ICARE (EA 3050) de Université Toulouse II-Le Mirail. Le LATTIS a des activités de recherche au sein des deux établissements par le biais de l'existence d'équipes d'accueil dans les locaux du DGEI (département du génie électrique et informatique) de l'INSA et de l'IUT (institut universitaire technologique) de Blagnac. Le LATTIS est un laboratoire de taille conséquente dans le domaine des STIC de l'Université de Toulouse.
Le laboratoire est actuellement constitué de trois groupes : 
- "Systèmes Dynamiques" (SYD)  qui étudie la  dynamique complexe des systèmes non linéaires et la commande de ces systèmes. Les applications de la commande sont principalement tournées vers les robots à muscles artificiels et vers les moteurs électriques. Des applications de la dynamique chaotique des systèmes aux télécommunications et aux transmissions sécurisées sont également étudiées.
- "Systèmes Communicants Sans Fil" (SCSF)  qui étudie les systèmes de communications sans fil, des couches physiques immatérielles (radio, infrarouge, ultrasons) aux applications, en travaillant également sur les couches protocolaires intermédiaires.
- "Systèmes Embarqués Critiques" (SEC) qui étudie la conception et modélisation de système critiques et la compatibilité électromagnétique (CEM) des circuits intégrés. Au niveau systèmes, les études portent sur la maîtrise de la complexité et la cohérence de modèles UML dans les applications critiques. Au niveau composant, les recherches portent sur la maîtrise de l'émission parasite et l'immunité aux perturbations radio-fréquences des microcontrôleurs embarqués critiques.

Il dispose de deux plates-formes] :
- la plate-forme "Compatibilité Electromagnétique des composants",
- la plate-forme "Robotique" qui rassemble des dispositifs pneumatiques, des actionneurs à muscles artificiels pneumatiques (en:Pneumatic artificial muscles ) et chimiques (en:Reciprocating Chemical Muscle) et des bras-robots actionnées par ces muscles artificiels.

Le laboratoire LATTIS a été dissous, les chercheurs affiliés ont rejoint d'autres laboratoires de recherche toulousains. La plate-forme "Robotique" a rejoint le groupe Gepetto du LAAS. 